# Criminal Minds
Criminal Minds là một bộ phim truyền hình về cảnh sát và tội phạm Mỹ được tạo và sản xuất bởi Jeff Davis. Bộ phim lần đầu phát sóng trên CBS vào ngày 22 tháng 9 năm 2005, và ban đầu kết thúc vào ngày 19 tháng 2 năm 2020; phim được sản xuất lại vào năm 2022. Bộ phim theo một nhóm các chuyên gia phân tích tội phạm làm việc cho FBI là các thành viên của Đơn vị Phân tích Hành vi (BAU), sử dụng biên pháp phân tích và đánh giá hành vi để điều tra tội ác và tìm unsub (unknown subject, đối tượng chưa biết), thuật ngữ của đội dùng cho thủ phạm. Bộ phim kể câu chuyện về đội khi họ xử lý các vụ án và giải quyết các vấn đề cá nhân của họ.
Dàn diễn viên ban đầu của phim gồm có bảy nhân vật: Jason Gideon (Mandy Patinkin), Aaron Hotchner (Thomas Gibson), Elle Greenaway (Lola Glaudini), Derek Morgan (Shemar Moore), Tiến sĩ Spencer Reid (Matthew Gray Gubler), Jennifer Jareau (A. J. Cook), và Penelope Garcia (Kirsten Vangsness). Dàn diễn viên đã thay đổi nhiều suốt thời gian chiếu phim, với các thành viên gốc của phim được thay thế bởi chín nhân vật chính khác: Emily Prentiss (Paget Brewster), David Rossi (Joe Mantegna), Ashley Seaver (Rachel Nichols), Alex Blake (Jeanne Tripplehorn), Kate Callahan (Jennifer Love Hewitt), Tara Lewis (Aisha Tyler), Luke Alvez (Adam Rodriguez), Stephen Walker (Damon Gupton), và Matt Simmons (Daniel Henney).
Criminal Minds đã trở thành một cú hit rating cho đài CBS, thường xuyên quảng cáo là một trong những bộ phim truyền hình được xem nhiều nhất của đài suốt 15 năm phát sóng. Thành công của nó đã sinh ra một thương hiệu truyền thông, với một số tác phẩm phụ, bao gồm một phim chuyển thể Hàn Quốc và một video game. Phim được gia hạn cho mùa mười năm và cuối với mười tập, được phát sóng từ ngày 8 tháng 1 năm 2020, đến ngày 19 tháng 2 năm 2020. Đó là bộ phim cuối cùng trong thương hiệu được kết thúc, trước đó là hai bộ phim phụ, Criminal Minds: Suspect Behavior và Criminal Minds: Beyond Borders, mà đã bị hủy trước đó do rating thấp. Mùa mười sáu của bộ phim, Criminal Minds: Evolution, phát hành trên Paramount+ vào tháng 11 năm 2022. Một bộ phim tài liệu dài tập về tội ác thật được lên kế hoạch, tựa đề The Real Criminal Minds, cũng được Paramount+ đặt hàng.

## Tiền đề
Bộ phim theo một nhóm các chuyên gia phân tích tội phạm làm việc cho FBI như là thành viên của Đơn vị Phân tích Hành vi (BAU) sử dụng biện pháp phân tích và đánh giá hành vi để giúp điều tra tội ác và tìm ra nghi phạm được gọi là unsub (unknown subject, đối tượng chưa biết). Đội được quản lý bởi Trưởng Đơn vị Aaron Hotchner và sau này là Emily Prentiss. Đội bao gồm Jason Gideon, nhà sáng lập BAU, người được biết là chuyên gia phân tích giỏi nhất trong Cục; Derek Morgan, một cựu sĩ quan Cảnh sát Chicago là một chuyên gia trong các tội ác ám ảnh; Spencer Reid, một chuyên gia trong phân tích địa lý; Jennifer Jareau (JJ), đại diện liên lạc truyền thông của đội, sau này trở thành một chuyên gia phân tích; Elle Greenway, một chuyên gia trong tội ác tình dục; David Rossi, một trong các đặc vụ BAU ban đầu cũng là một chuyên gia trong phân tích tội phạm; Ashley Seaver, một đặc vụ FBI tân binh; Alex Blake, một chuyên viên ngôn ngữ học; Kate Callahan, một đặc vụ ngầm dày kinh nghiệm; Tara Lewis, một nhà tâm lý học pháp y; Luke Alvez, một người truy lùng tội phạm bỏ trốn lão luyện trở thành một chuyên gia phân tích trong đội; Stephen Walker, một chuyên gia trong phản gián; và Matt Simmons, một chuyên gia phân tích tài năng gia nhập đội từ Đội Phản ứng Quốc tế FBI.

## Các tập phim
| Mùa | Mùa | Số tập | Số tập | Phát hành gốc        | Phát hành gốc       | Phát hành gốc | Xếp hạng | Điểm rating |
| Mùa | Mùa | Số tập | Số tập | Phát hành lần đầu    | Phát hành lần cuối  | Network       | Xếp hạng | Điểm rating |
| --- | --- | ------ | ------ | -------------------- | ------------------- | ------------- | -------- | ----------- |
|     | 1   | 22     | 22     | 22 tháng 9 năm 2005  | 10 tháng 5 năm 2006 | CBS           | 27       | 8,2         |
|     | 2   | 23     | 23     | 20 tháng 9 năm 2006  | 16 tháng 5 năm 2007 | CBS           | 18       | 8,8         |
|     | 3   | 20     | 20     | 26 tháng 9 năm 2007  | 21 tháng 5 năm 2008 | CBS           | 18       | 8,2         |
|     | 4   | 26     | 26     | 24 tháng 9 năm 2008  | 20 tháng 5 năm 2009 | CBS           | 11       | 9,4         |
|     | 5   | 23     | 23     | 23 tháng 9 năm 2009  | 26 tháng 5 năm 2010 | CBS           | 14       | 8,5         |
|     | 6   | 24     | 24     | 22 tháng 9 năm 2010  | 18 tháng 5 năm 2011 | CBS           | 10       | 8,7         |
|     | 7   | 24     | 24     | 21 tháng 9 năm 2011  | 16 tháng 5 năm 2012 | CBS           | 13       | 8,6         |
|     | 8   | 24     | 24     | 26 tháng 9 năm 2012  | 22 tháng 5 năm 2013 | CBS           | 16       | 8,0         |
|     | 9   | 24     | 24     | 25 tháng 9 năm 2013  | 14 tháng 5 năm 2014 | CBS           | 13       | 8,2         |
|     | 10  | 23     | 23     | 1 tháng 10 năm 2014  | 6 tháng 5 năm 2015  | CBS           | 8        | 9,0         |
|     | 11  | 22     | 22     | 30 tháng 9 năm 2015  | 4 tháng 5 năm 2016  | CBS           | 13       | 7,8         |
|     | 12  | 22     | 22     | 28 tháng 9 năm 2016  | 10 tháng 5 năm 2017 | CBS           | 17       | 6,9         |
|     | 13  | 22     | 22     | 27 tháng 9 năm 2017  | 18 tháng 4 năm 2018 | CBS           | 25       | 6,0         |
|     | 14  | 15     | 15     | 3 tháng 10 năm 2018  | 6 tháng 2 năm 2019  | CBS           | —        | —           |
|     | 15  | 10     | 10     | 8 tháng 1 năm 2020   | 19 tháng 2 năm 2020 | CBS           | —        | —           |
|     | 16  | 10     | 10     | 24 tháng 11 năm 2022 | 9 tháng 2 năm 2023  | Paramount+    | —        | —           |

## Các nhân vật

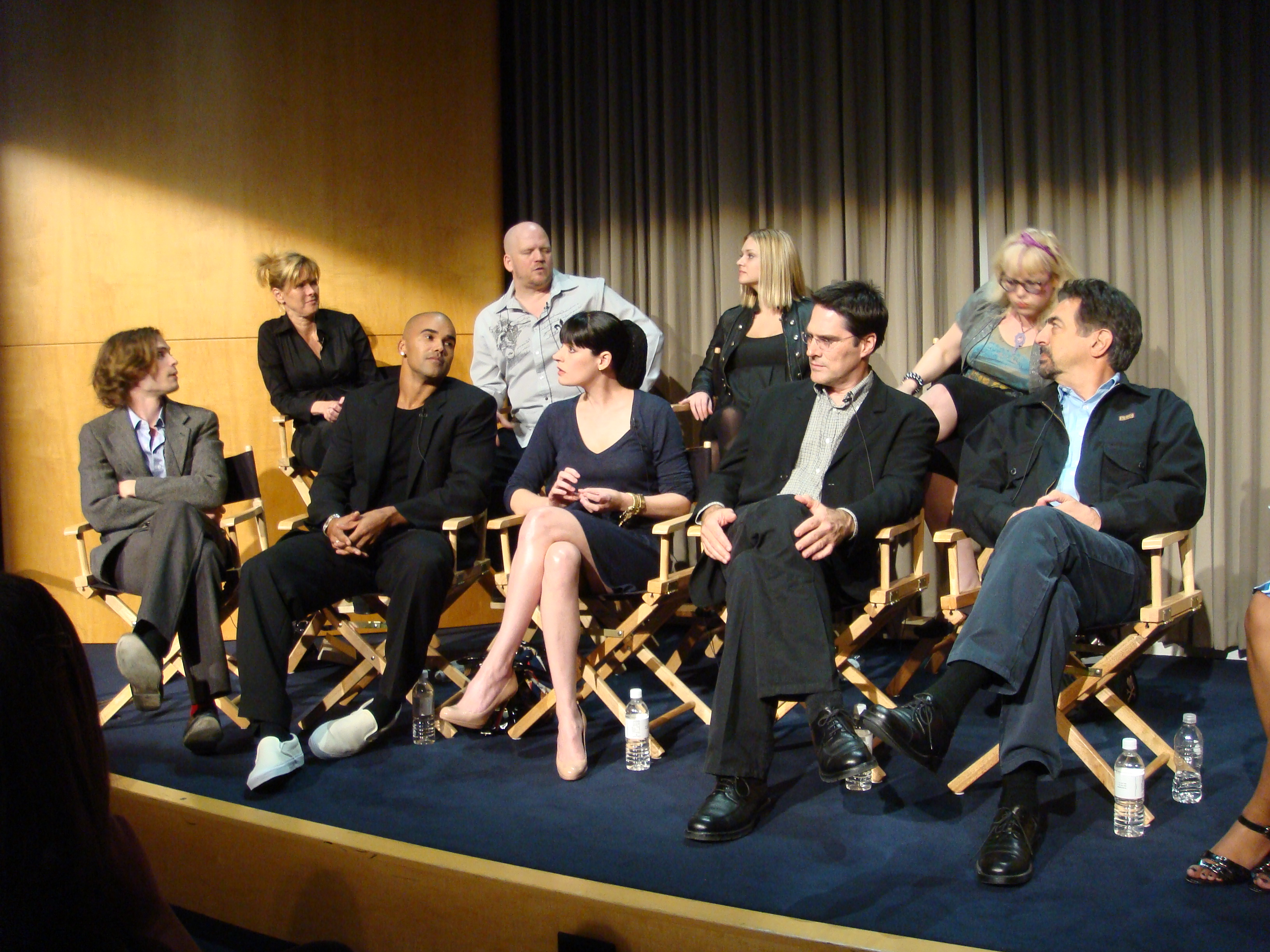
Diễn viên và đoàn làm phim tại một buổi thảo luận phim Paley Centre

### Diễn viên chính
- Jason Gideon (Mandy Patinkin; Các mùa 1–3), Đặc vụ giám sát FBI cấp cao và cựu trưởng đơn vị BAU. 
 Gideon được biết đến rộng rãi là chuyên gia phân tích giỏi nhất của BAU. Sau một chuỗi cảm xúc bất an và án mạng của bạn gái ông, Sarah, bởi sát nhân hàng loạt đang bỏ trốn Frank Breitkopf (Keith Carradine), ông bắt đầu cảm thấy kiệt sức. Giọt nước tràn ly khi Trưởng Đơn vị Aaron Hotchner bị đình chỉ hai tuần bởi sếp của đội—một hành động làm cho Jason cảm thấy có trách nhiệm. Ông về sống ẩn dật trong nhà gỗ của mình và để lại một lá thư cho Spencer Reid, người mà ông biết sẽ là người tìm ông. Khi Spencer đến nhà gỗ, cậu tìm thấy lá thư và chứng chỉ FBI cùng súng của Jason. Jason lần cuối được thấy đang nói với một bồi bàn quán ăn Nevada rằng ông không biết ông sẽ đi đâu hay làm sao ông sẽ biết khi nào ông đến đó, rời quán ăn và lái xe đi. Trong mùa 10, ông bị giết (không lên hình) bởi một nghi phạm mà ông đã truy lùng từ một trong các vụ án đầu tiên của ông.
- Aaron Hotchner (Thomas Gibson; Các mùa 1–12), Đặc vụ giám sát FBI và trưởng đơn vị của BAU và trước đây là một đặc vụ tại văn phòng thực địa Seattle. 
 Aaron "Hotch" Hotchner là một cựu công tố viên và ban đầu được chỉ định đến văn phòng thực địa FBI ở Seattle. Anh là một trong các đặc vụ có kinh nghiệm nhất trong BAU. Anh gặp khó trong việc cân bằng nhu cầu công việc với cuộc sống gia đình, nhưng vợ anh, Haley Brooks (Meredith Monroe), ly hôn anh trong mùa 3. Trong tập "100" (mùa 5), Haley bị giết bởi kẻ giết người hàng loạt đang chạy trốn George Foyet (C. Thomas Howell), còn được biết là "The Boston Reaper", Aaron đánh hắn đến chết. Anh cũng có một con trai tên là Jack (Cade Owens) và em trai tên Sean. Sau khi Haley bị giết, anh phải chăm sóc Jack, và em gái của Haley, Jessica Brooks (Molly Baker), giúp anh chăm sóc Jack. Khi đặc vụ Jennifer Jareau rời BAU, Aaron và nhà phân tích kỹ thuật Penelope Garcia tiếp quản công việc của cô ấy là đại diện liên lạc truyền thông. Aaron đã hẹn hò một người phụ nữ tên Beth Clemmons (Bellamy Young), lần đầu xuất hiện trong tập "The Bittersweet Science" (mùa 7), trước khi cặp đôi chia tay sau khi Clemmons nhận công việc ở Hồng Kông. Sau một cuộc cãi nhau trên phim trường, Thomas Gibson bị xóa khỏi dàn diễn viên chính sau mùa 12, tập 2, tại thời điểm đó Hotch đi bổ nhiệm tạm thời. Tập sau đó tiết lộ rằng Aaron và Jack đã vào chương trình bảo vệ nhân chứng sau khi Jack bị Peter "Mr. Scratch" Lewis rình mò, một sát nhân hàng loạt từ một vụ án trước của BAU. Sau cái chết của Lewis trong tập đầu mùa 13, Prentiss tiết lộ rằng Aaron không có ý định trở lại BAU, thay vào đó là về hưu để làm bố toàn thời gian cho Jack.
- Elle Greenaway (Lola Glaudini; Các mùa 1–2), Đặc vụ giám sát FBI. 
 Greenaway được phân vào văn phòng thực địa FBI tại Seattle và được phân vào BAU làm một chuyên gia trong tội tình dục. Elle hình thành sang chấn cảm xúc cực độ sau khi bị bắn bởi một unsub trong tập cuối mùa 1 ("The Fisher King (Part 1)"). Trong tập đầu mùa 2 ("The Fisher King (Part 2)"), Elle sống sót và trở lại làm việc sớm hơn đặc vụ Jason Gideon và Trưởng Đơn vị Aaron Hotchner muốn. Vài tập sau đó, khi một mình giám sát một kẻ hiếp dâm hàng loạt khả nghi, cô giết nghi phạm bằng cách bắn hắn trong máu lạnh và đặt súng của mình lên nạn nhân không vũ trang. Cảnh sát địa phương cho rằng nó là tự vệ, nhưng Jason và Aaron nghi vấn năng lực nhà phân tích của cô ấy sau vụ này. Elle từ chức, giao phù hiệu và súng cho Aaron, tuyên bố rằng đây "không phải là một hành động thừa nhận có tội".
- Derek Morgan (Shemar Moore; Chính: Các mùa 1–11, Khách mời: Các mùa 12–13), Đặc vụ giám sát FBI và cựu sĩ quan Cảnh sát Chicago. 
 Morgan là một nhân vật tự tin và thường nóng nảy. Anh được mẹ Fran nuôi, cùng với hai chị em, Sarah Morgan và Desiree Benita, sau cái chết của bố sĩ quan cảnh sát của anh ngay trước mặt anh. Derek từng là một thanh niên Chicago rắc rối đã đi tù vị thành niên. Anh được cứu rỗi và dạy dỗ bởi Carl Buford (Julius Tennon). Buford hóa ra là một kẻ săn tìm tình dục đã lạm dụng Derek và các trai trẻ khác; ông đến cuối bị bắt vì giết người. Sau khi hình thành mối quan tâm trong bóng bầu dục, Derek đã vào Đại học Northwestern theo diện học bổng. Sau chấn thương bóng bầu dục làm anh không thể chơi, anh đã tham gia đội gỡ bom của Sở cảnh sát Chicago và sau này tham gia FBI và BAU. Anh có một người bạn thân quan hệ tình cảm thuần khiết với nhà phân tích kỹ thuật Penelope Garcia; hai người có một hệ thống xưng hô giao tiếp riêng. Trong tập đầu mùa 7 ("It Takes a Village"), Derek thể hiện sự thù hận tuyệt tuyệt đối lên Ian Doyle (Timothy V. Murphy) vì giết đặc vụ Emily Prentiss, nhưng khi Emily trở lại còn sống, anh có cảm xúc lẫn lộn. Trong mùa 11, Derek bị bắt cóc và tra tấn bởi bố của Giuseppe Montolo, một sát thủ mà Derek bỏ tù và sau đó chết trong khi bị giam. Derek trốn thoát và khi anh biết bạn gái Savannah có thai, anh nhận ra rằng anh không muốn đặt gia đình mình trải qua một sự việc như thế lần nữa. Derek rời BAU trong tập "A Beautiful Disaster" để chăm sóc vợ và con trai mới sinh.
- Tiến sĩ Spencer Reid (Matthew Gray Gubler; Chính: Các mùa 1–15), Đặc vụ giám sát FBI[6][7]
 Reid là một thiên tài tốt nghiệp từ Trường trung học phổ thông Las Vegas ở tuổi 12 và có các bằng tiến sĩ trong toán học, hóa học, và kỹ thuật và còn thêm các bằng Cử nhân Nghệ thuật trong tâm lý học và xã hội học. Trong mùa 4, anh cũng đang lấy bằng cử nhân trong triết học. Phim còn tiết lộ rằng anh có IQ 187, có thể đọc nhanh 20.000 từ trong một phút, và có một ký ức chính xác. Suốt bộ phim cũng cho thấy Reid là người tự kỷ, đa số thấy được qua hành động của anh, nó vô lý với nhiều nhân vật khác, nó cũng được nhắc đến trong mùa một và tám. Đa số các thành viên trong đội cảm thấy thấy bị kiến thức sâu sắc của anh đe dọa mình. Anh thường giới thiệu bản thân là "Tiến sĩ Spencer Reid" trái với các đặc vụ khác mà tự giới thiệu là "đặc vụ giám sát". Theo giải thích của Trưởng Đơn vị Aaron Hotchner trong tập mở đầu ("Extreme Aggressor"), mục đích là để tạo một ấn tượng ban đầu đáng kể về Spencer, đánh bay đánh giá về tuổi tác của anh. Mẹ anh, Diana Reid (Jane Lynch), bị tâm thần phân liệt và ở trong một cơ sở tâm thần. Trong mùa 6, Reid bắt đầu bị đau đầu từng cơn và khi các bác sĩ không thể chẩn đoán được, Reid nghĩ anh có thể đang ở giai đoạn đầu của tâm thần phân liệt. Reid đón nhận cái chết của đặc vụ Emily Prentiss rất khó khăn và, khi được tiết lộ cái chết là giả, đôi khi hoài nghi Prentiss và đặc vụ Jennifer "JJ" Jareau (người giúp làm giả). Trong mùa 8, Reid dính dáng đến một người phụ nữ bị rình mò. Trong tập "Zugzwang", kẻ rình mò cô ấy đã bắt cóc cô và giết cô, tàn phá Reid. Trong mùa 11, anh bị ảnh hưởng sâu sắc với quyết định rời BAU của Derek Morgan, nhưng hiểu và ủng hộ lý do của anh ấy. Ban đầu, anh được cho là một bisexual, nhưng nhà đài không cho phép điều đó được xác nhận, thay vào đó cho anh "phải lòng" bạn thân của anh, JJ, thậm chí còn sắp xếp cho hai người hẹn hò tại một trận bóng bầu dục trong mùa một rằng Reid phải lòng JJ, đến mức đưa cô ấy đi hẹn hò thật. Theo tiến triển bộ phim, mối quan hệ của họ tiếp tục theo kiểu anh/chị-em hơn, tuy nhiên họ thú nhận cảm xúc cho nhau trong mùa 14 và 15, nhưng không có gì xảy ra sau đó nữa, do JJ đã kết hôn và có con. Morgan và Reid duy trì mối quan hệ anh em và Morgan đề cập Reid là "đứa em trai bé bỏng" của anh ấy trước khi ra đi trong mùa 11. Những cái tên khác bao gồm "trai đẹp", còn đa số anh được đề cập là "cậu nhóc" bởi các đặc vụ lớn tuổi hơn. Spencer cũng là cha đỡ đầu của con trai của Jennifer, Henry, và con trai của Derek, Hank. Trong nửa sau mùa 12, Reid bị bắt và tìm thấy bản thân trong nhà tù, trong khoảng thời gian mà anh bị ép buộc làm những việc tồi tệ để sống sót. Trong mùa 15, anh có bạn gái khác, Max, nhưng cô ấy chỉ xuất hiện trong hai tập (tập 4 và 6). Anh cũng có mối quan hệ lăng nhăng với sát nhân hàng loạt Cat Adams, bắt đầu trong mùa 11. Cô ta rõ ràng có tình cảm cho Spencer, mặc dù những cảm xúc đó không thể được đáp trả, do cô ta chịu trách nhiệm cho việc bắt cóc mẹ anh, cũng như bị đi tù.[6][7]
- Jennifer "JJ" Jareau (A. J. Cook; Chính: Các mùa 1–5 và 7–hiện tại; Định kỳ: Mùa 6), Đặc vụ giám sát FBI và cựu đại diện liên lạc truyền thông BAU. 
 JJ làm đại diện liên lạc truyền thông trong đội cho các cơ quan cảnh sát địa phương trong các mùa 1–5. Cô hẹn hò và kết hôn William LaMontagne (Josh Stewart), một thám tử Sở Cảnh sát New Orleans. Họ có hai đứa con trai, Henry LaMontagne (Mekhai Andersen) và Michael LaMontagne (Phoenix Sky Andersen). Cả hai đứa là con trai của diễn viên A.J. Cook ngoài đời thật. Trong tập "JJ" (mùa 6), Jennifer bị ép nhận thăng chức tại Lầu Năm Góc, làm cho cô rời đội, mặc dù Trưởng Đơn vị Aaron Hotchner hi vọng cô ấy sẽ trở lại BAU trong tương lai. Jennifer trở lại trong tập "Lauren" (mùa 6) để hỗ trợ đội trong việc tìm đặc vụ Emily Prentiss (Paget Brewster). Jennifer trở lại làm nhân vật chính trong tập đầu mùa 7 là một chuyên gia phân tích chính thức và thừa nhận đã giúp làm giả cái chết của Prentiss, cũng như làm các đồng nghiệp lo sợ. Trong tập thứ 200, JJ bị bắt cóc do một nhiệm vụ bí mật mà cô ấy thực hiện trong thời làm ở Lầu Năm Góc. Ở cuối mùa 10, JJ tiết lộ cô ấy có thai đứa thứ hai và tư vấn qua điện thoại trong vài tập mùa 11 trước khi trở lại đội ra thực địa trong tập "Target Rich".
- Penelope Garcia (Kirsten Vangsness; Định kỳ: Mùa 1, Chính: Các mùa 2–hiện tại), nhà phân tích kỹ thuật BAU và đại diện liên lạc truyền thông BAU. 
  Garcia đã gia nhập BAU sau khi bị chú ý do việc truy cập thiết bị của họ trái phép, trong thời cô ấy là một hacker ngầm; cô được đề nghị một công việc thay cho đi tù. Cô đã nộp sơ yếu lý lịch cho Hotch trong túi đựng màu hồng. Cô thường hỗ trợ đội từ phòng vi tính của cô tại Quantico nhưng cũng có lúc tham gia với họ tại chỗ khi kỹ năng của cô có thể được dùng ngoài thực địa. Cô là một người đứng đầu trong một nhóm hỗ trợ người mất người thân. Bố mẹ cô bị một tài xế say rượu giết khi họ ra ngoài tìm cô hồi cô tuổi teen và lỡ giờ giới nghiêm. Cô thích mối quan hệ tán tỉnh với đặc vụ Derek Morgan, thường tham gia đối đáp vui nhộn về cách xưng hô gợi cảm khi anh ấy gọi hỏi thông tin. Anh ấy gọi cô là "Baby Girl". Cô từng bị bắn và suýt chết bởi Jason Clark Battle, kẻ dụ cô ấy đi hẹn hò trong tập "Lucky" (mùa 3). Khi đặc vụ Jennifer Jareau rời BAU, Penelope và Trưởng Đơn vị Aaron Hotchner tiếp quản công việc liên lạc truyền thông. Cô đã bị bắt cóc lần nữa ở cuối mùa 13. Đặc vụ Sam Cooper (Criminal Minds: Suspect Behavior) thường gọi khi đội anh ấy cần kỹ năng vi tính của cô. Penelope là mẹ đỡ đầu của con trai Jennifer, Henry, và con trai Morgan, Hank.
- Emily Prentiss (Paget Brewster; Chính: Các mùa 2–7 và 12–hiện tại; Khách mời: Các mùa 9 và 11), Đặc vụ giám sát và Trưởng Đơn vị BAU[8] 
 Prentiss là con gái của Đại sứ Elizabeth Prentiss (Kate Jackson). Sau khi đặc vụ Elle Greenaway rời BAU, Trưởng Bộ phận Erin Strauss chấp thuận Emily gia nhập BAU. Kế hoạch là cho Emily báo cáo bất kì vấn đề nào trong BAU, nhưng Emily duy trì lòng trung thành với đội và từ chối báo cáo vấn đề gì, đến mức đe dọa từ chức. Emily cũng thông thạo nhiều ngôn ngữ, như là tiếng Tây Ban Nha, tiếng Pháp, tiếng Hy Lạp, và tiếng Ả Rập, có kiến thức làm việc bằng tiếng Ý, và từng thông thạo tiếng Nga nhưng đã mất khả năng nghe hiểu. Cô bị giết trong khi bị Ian Doyle giữ làm con tin trong tập "Lauren" (mùa 6), nhưng cảnh cuối tập phim tiết lộ rằng cô còn sống sau cuộc chạm trán với Ian và được thấy với đặc vụ Jennifer Jareau ở Paris đang đưa hộ chiếu và tài khoản ngân hàng phòng thân. Trong tập đầu mùa 7 ("It Takes a Village"), cô trở lại còn sống khỏe, làm đội ngạc nhiên. Trong tập cuối mùa 7 ("Run"), Emily quyết định rời BAU sau khi chấp nhận vị trí điều hành và trở lại văn phòng Interpol tại London. Cô trở lại cho tập thứ 200 để giúp giải cứu đặc vụ Jennifer Jareau bị bắt cóc và lần nữa trong tập "Tribute" (mùa 11), cô về giúp BAU trong việc bắt một sát nhân hàng loạt ban đầu đi giết người ở châu Âu trước khi giết người ở Hoa Kỳ. Paget Brewster đã xác nhận trở lại vài tập trong mùa 12. Sau vụ đuổi Thomas Gibson, Brewster được tiến cử thành nhân vật chính lần nữa bắt đầu từ mùa 12, tập 3; sau này Prentiss được thăng chức trưởng đơn vị thay Hotch.
- David Rossi (Joe Mantegna; Các mùa 3–hiện tại), Đặc vụ giám sát cấp cao. 
 Rossi là một chuyên gia phân tích đầy kinh nghiệm từng làm việc cho BAU giai đoạn khai sinh, rồi nghỉ hưu sớm năm 1997 để viết sách và đi giảng dạy về phân tích tội phạm, cho đến khi tự nghuyện trở lại ngay sau khi đặc vụ Jason Gideon ra đi năm 2007. Ông đã kết hôn ba lần và khá giàu vì sự nghiệp viết lách thành công. Trong tập "From Childhood's Hour" (mùa 7), David tái hợp với vợ đầu, Carolyn Baker, đưa tin sốc cho ông. Bà đến với ông vì bà bị chẩn đoán ALS (Xơ cứng teo cơ một bên) và muốn David trợ tử bà ấy. Trong tập tiếp theo ("Epilogue"), Carolyn chết sau khi dùng thuốc quá liều. Trong tập này còn tiết lộ David đã có một đứa con trai chết lúc sinh. Trong mùa 8 tập "The Fallen" tiết lộ rằng David từng là một lính thủy đánh bộ tại Việt Nam. Tập cuối mùa 7 ("Hit") tiết lộ đặc vụ David Rossi có thể có mối quan hệ bí mật với Trưởng Bộ phận Erin Strauss; nhà phân tích kỹ thuật Penelope Garcia và đặc vụ tiến sĩ Spencer Reid thấy họ rời một khách sạn. Trong tập cuối mùa 8 ("The Replicator") toàn đội đã biết mối quan hệ của họ. Tập phim là tập đầy cảm xúc cho đặc vụ David Rossi khi Erin Strauss bị The Replicator giết. Bà ấy bị bắt từ phòng khách sạn của bà ấy, khi ông dự định gặp bà ấy đêm đó, bị đánh thuốc và đưa ra đường phố New York mất phương hướng cho Trưởng Đơn vị Aaron Hotchner tìm bà ấy. Cảnh cuối tập phim là đặc vụ David Rossi ca ngợi bà ấy cho đội sau lễ tang, khi tụ tập tại nhà ông. Trong tập 10, David được tiết lộ có một con với vợ hai. Từ đó, ông thể hiện có một mối quan hệ mạnh mẽ với con gái mình, con rể, và cháu trai, thậm chí chấp nhận di sản Ý của con rể. Trong mùa 11, Rossi tái hợp với vợ hai, và họ cho mối quan hệ của họ cơ hội thứ hai.
- Ashley Seaver (Rachel Nichols; Mùa 6), Đặc vụ thực tập FBI. 
 Seaver thay thế đặc vụ Jennifer Jareau sau khi cô ấy bị ép thăng chức tại Lầu Năm Góc. Cô được chọn vì lý lịch đặc biệt; cha cô, Charles Beauchamp, là một sát nhân hàng loạt kinh khủng được biết đến là "Redmond Ripper", kẻ giết hàng chục phụ nữ trước khi bị BAU bắt. Ban đầu, Trưởng Đơn vị Aaron Hotchner sẽ cho cô làm cố vấn đặc biệt một lần duy nhất cho BAU, nhưng đặc vụ David Rossi cho phép cô hoàn thành huấn luyện phụ đạo với đội dưới sự giám sát của đặc vụ Emily Prentiss. Trong tập "... With Friends Like These" (mùa 6), cô đã tốt nghiệp từ học viện và được thêm vào đội là một "đặc vụ tập sự". Trong tập đầu mùa 7 ("It Takes a Village"), Jennifer tiết lộ cho Emily rằng Ashley đã chuyển đến lực lượng chống buôn người trong nước, do Andi Swann dẫn đầu.
- Alex Blake (Jeanne Tripplehorn; Các mùa 8–9), chuyên gia ngôn ngữ học FBI, đặc vụ giám sát, và giáo sư tại Đại học Georgetown. 
 Blake từng làm việc cho BAU trong vụ Khủng bố bệnh than năm 2001 nhưng nghỉ hưu sau một bất đồng với Trưởng Bộ phận Erin Strauss và tái gia nhập BAU sau khi đặc vụ Emily Prentiss chuyển đến văn phòng Interpol tại London. Alex lần đầu xuất hiện trong tập đầu mùa 8 ("The Silencer"). Cô tạo liên kết cá nhân với Spencer Reid sau khi anh ấy tiết lộ cho cô rằng anh ấy bắt đầu một mối quan hệ lãng mạn với một cô gái mà anh ấy chưa từng gặp. Trong tập cuối mùa 9, sau một vụ án khó tại Texas làm cho đội bị nhắm vào bởi một nhóm cảnh sát tham nhũng và Reid bị bắn, cô đưa Reid về căn hộ của anh ấy, giải thích rằng trải nghiệm đó đưa ký ức về cái chết của con trai cô ấy trở lại và Reid nhắc cô ấy về đứa con. Cô để lại chứng chỉ, mà Reid tìm thấy trong túi anh ấy trước khi thấy Blake về trên một chiếc taxi.
- Kate Callahan (Jennifer Love Hewitt; Mùa 10), cựu đặc vụ ngầm và đặc vụ giám sát FBI. 
 Callahan, như đã nhắc đến trong tập đầu mùa 10, từng làm việc dưới đội của Andi Swann, cũng là đội của Ashley Seaver từ khi cô ấy rời BAU. Cô là một "đặc vụ ngầm dày kinh nghiệm có thành tích ưu tú tại FBI đã đạt được một vị trí thèm muốn với Đơn vị Phân tích Hành vi". Cô và chồng cô, Chris, là người giám hộ của cháu gái tuổi teen của Kate, Meg, từ khi Meg còn nhỏ sau khi gia đình chết trong vụ tấn công 11 tháng 9 năm 2001. Kate và Chris phát hiện họ sắp con ở giữa mùa 10, xảy ra đồng thời với việc diễn viên có thai ngoài đời thật. Vào cuối mùa 10, cô quyết định xin nghỉ một năm và nuôi con.[9] Mặc dù nhà sản xuất Erica Messer cho biết rằng cánh cửa được mở cho Hewitt trở lại bộ phim,[cần dẫn nguồn] cô không trở lại cho suốt bộ phim còn lại.
- Tara Lewis (Aisha Tyler; Chính: Các mùa 12–hiện tại; Định kỳ: Mùa 11), nhà tâm lý học pháp y và đặc vụ giám sát. 
 Lewis là một nhà tâm lý học tập trung vào tâm lý pháp y và ứng dụng thực tiễn của nó vào hệ thống tội phạm-công lý. Ước mơ của cô là được nghiên cứu những kẻ tâm thần kỹ lưỡng—và lý lịch tâm lý học của cô ấy, kết hợp với kinh nghiệm trong FBI, đưa cô ấy mặt đối mặt với những quái nhân. Công việc của cô ấy là nhìn thẳng vào họ và thẩm vấn họ, xác định xem họ có phù hợp để ra tòa không. Lewis thay cho JJ (A.J. Cook) và Kate (Jennifer Love Hewitt) khi họ nghỉ thai sản trong mùa 11.
- Luke Alvez (Adam Rodriguez; Các mùa 12–hiện tại), đặc vụ lực lượng bắt tội phạm bỏ trốn và đặc vụ giám sát. 
 Alvez là thành viên của lực lượng bắt tội phạm bỏ trốn FBI làm cộng sự với BAU để bắt những sát nhân hàng loạt đã bỏ trốn trong cuối mùa 11.[10] Trong tập đầu mùa 12, anh làm việc với BAU để bắt "Crimson King", một trong những kẻ bỏ trốn đã tấn công cộng sự cũ của Alvez. Đội phát hiện sát nhân thật là "Mr. Scratch", kẻ trêu chọc đội bằng cách giao "Crimson King" thật, mà đã bị tra tấn đến mức hắn không còn nhớ hắn là ai. Sau đó, Alvez quyết định gia nhập BAU toàn thời gian và là lần tuyển dụng cuối cùng của Hotch. Alvez có một con chó chăn cừu Bỉ tên Roxy (mà Garcia ban đầu tưởng là bạn gái của anh) và làm Biệt động tại Irắc trước khi vào FBI.
- Stephen Walker (Damon Gupton; Mùa 12), đặc vụ giám sát[11] 
 Walker là một đặc vụ giám sát với BAU. Walker từng là thành viên của Chương trình Phân tích Hành vi. Anh được Emily Prentiss (Paget Brewster) liên lạc về việc gia nhập BAU để hỗ trợ săn tìm Peter Lewis, còn được biết là "Mr. Scratch". Walker là một chuyên gia phân tích có 20 năm kinh nghiệm và là một thành viên của Chương trình Phân tích Hành vi của FBI trước khi chuyển về BAU. Anh kết hôn với một người phụ nữ tên Monica và có hai đứa con với cô ấy, Maya và Eli. Anh đã gặp Emily Prentiss, hồi là trưởng phòng Interpol London, trong công việc. Anh cũng từng được David Rossi (Joe Mantegna) chỉ dạy. Vụ án đầu tiên của Stephen có liên quan đến một phần tử khủng bố ở Bỉ, và ba đặc vụ được cử đi nằm vùng để thâm nhập nó. Tuy nhiên, bài phân tích của Stephen đã sai, và gây ra cái chết của các đặc vụ ngầm. Sau đó anh vượt qua sang chấn và cải thiện trình độ trong sự nghiệp. Anh và các đặc vụ BAP khác, bao gồm người bạn lâu năm Sam Bower, được cử đi nằm vùng để điều tra tham nhũng trong chính phủ Nga. Kỹ năng của Walker bao gồm thông thạo tiếng Nga và chơi kèn trombone. Trong tập đầu mùa 13, anh đã chết trong vụ tai nạn xe mà Mr. Scratch đặt bẫy cho đội ở cuối mùa 12.
- Matt Simmons (Daniel Henney; Chính: Các mùa 13–15; Khách mời: Các mùa 10 và 12), đặc vụ giám sát, và cựu thành viên của Đội Phản ứng Quốc tế.[12] 
 Simmons là một đặc vụ chiến dịch đặc biệt và từng làm việc cho IRT. Simmons có vợ, Kristy (Kelly Frye), và có bốn đứa con, gồm có hai trai (Jake và David) và hai con gái sinh đôi, tất cả dưới 3 tuổi. Anh là cựu thành viên của đơn vị chiến dịch đặc biệt, và kinh nghiệm của anh với đơn vị cho phép anh cải tiến kỹ năng phân tích của mình. Sau vụ IRT giải thể, Simmons hỗ trợ BAU bắt Mr. Scratch, và sau này được tuyển vào BAU như là thay thế cho Stephen Walker đã mất, trở thành thành viên cuối cùng được thêm vào đội trong phim. Ở cuối mùa mười bốn, Simmons và Kristy thông báo mang thai đứa con thứ năm, và năm sau đó, Kristy đã sinh con gái Rosemary Simmons (bố mẹ đặt tên con theo tên đồng nghiệp David Rossi).

### Định kỳ
- Erin Strauss (Jayne Atkinson; Các mùa 2–3, 5–9), một trợ lý giám đốc và giám sát viên trực tiếp của Trưởng Đơn vị BAU. Với kinh nghiệm FBI của bà chủ yếu trong quản trị, đặc vụ Derek Morgan bình luận về bà là bậc thầy thiện xạ sau khi quan sát bà tại trường bắn súng. Trong những tập đầu tiên, Strauss chỉ có vẻ quan tâm đến bản thân và diện mạo trong Cục, đến mức ép buộc đặc vụ Jennifer Jareau chấp nhận tiến cử vào Lầu Năm Góc trong tập "JJ" (mùa 6). Sự phát triển nhân vật sau này tiết lộ bà nghiện rượu. Sau khi bị Morgan và Hotchner chất vấn, Strauss chấp nhận sự giúp đỡ và cai được. Trong tập cuối mùa 8, The Replicator đột nhập vào phòng khách sạn của Strauss ở New York, đánh thuốc bà, và ép bà—có chĩa súng—uống rượu trong tủ mát của phòng. Hotchner tìm thấy bà trên ghế dài gần khách sạn, nơi Strauss chết trong vòng tay anh ấy. Cái chết của bà được trả thù khi Rossi nhốt The Replicator trong một căn nhà nổ tung. Việc cai nghiện của Strauss giúp đánh bại The Replicator khi Rossi dùng huy hiệu cai nghiện của bà để trốn khỏi bẫy của The Replicator và châm chọc hắn. Sau khi dự đám tang của bà, các thành viên BAU tụ tập tại sân sau nhà Rossi, hồi tưởng, và nâng ly vì ký ức của bà. Nhà quản lý sản xuất Erica Messer chọn việc giết Strauss vì cô ấy cảm thấy nhân vật đã toàn vẹn từ khi lần đầu được giới thiệu.[13]
- Haley Hotchner (Meredith Monroe; Các mùa 1–3, 5, 9) là vợ của Đặc vụ Aaron Hotchner và mẹ của con trai duy nhất, Jack Hotchner, được sinh cuối năm 2005. Hôn nhân của cặp đôi gặp trở ngại, và cô đã ra khỏi nhà và cô đã bỏ anh ấy. Sau này cô xuất hiện với đơn ly hôn, và anh ấy miễn cưỡng chấp nhận để không gây rắc rối cho con trai với vụ ly hôn. Trong tập "100" (mùa 5), Haley và Jack bị sát nhân "The Reaper" bắt giữ; Jack được cứu, Haley bị bắn chết trước khi Aaron có thể cứu cô. Aaron sau đó đánh The Reaper đến chết. Trong tập "Route 66", Hotch xỉu do chảy máu trong và mơ về Haley. Cô nói anh ấy rằng anh ấy nên dừng trách bản thân vì cái chết của cô và đảm bảo Jack biết rằng nó có thể nói về cái chết của mẹ nó. Haley ra đi nói rằng anh ấy và Beth có một mối quan hệ tốt và anh không nên phá hoại nó bằng việc không nói ra cảm xúc của mình.
- Jessica Brooks (Molly Baker; Các mùa 1, 3, 5, 9–11), là em dâu của đặc vụ Aaron Hotchner, mợ của Jack, và em gái của Haley.
- Jordan Todd (Meta Golding; Mùa 4) là thay thế được chọn của đặc vụ Jennifer Jareau để làm chỉ đạo truyền thông của BAU khi Jennifer nghỉ thai sản, từ cuối năm 2008 đến đầu năm 2009. Jordan từng phục vụ trong bộ phận chống khủng bố FBI, nhưng theo Jennifer chỉ trong một ngày báo trước Jennifer chuyển dạ. Jordan dường như thân quen với cả đội, thậm chí tán tỉnh chọc với đặc vụ Derek Morgan. Cô đặc biệt thân với đặc vụ David Rossi, được thấy tư vấn cho cô ấy trong khi họ đang phá án. Tuy nhiên, Jordan xung đột vài lần với Trưởng Đơn vị Aaron Hotchner. Sau đó cô rời đội khi cô quyết định cô không thể chịu được căng thẳng đến từ công việc.
- Diana Reid (Jane Lynch; Các mùa 1–2, 4, 12, 15), mẹ của tiến sĩ Spencer Reid. Như con trai, bà có IQ cao. Bà từng là giáo sư văn học đại học, nhưng bị tâm thần phân liệt và nhập viện trong viện điều dưỡng Las Vegas, nơi Spencer đưa bà vào khi anh ấy 18 tuổi. Chồng bà, William Reid, bỏ bà đi trước khi bà được chẩn đoán do không có khả năng đối phó với bệnh tật của bà, và ông ấy không thể bảo vệ bà sau khi bà chứng kiến một án mạng. Bà có nhận thức khi được thuốc, nhưng thường bị lẫn vào thời còn dạy đại học. Diana dành nhiều thời gian đọc sách cho Spencer khi anh ấy lớn lên, và anh ấy tiếp tục viết thư cho bà mỗi ngày. Bà tự hào về con trai bà nhưng phản đối FBI, do nó là tổ chức do chính phủ điều hành; bà đề cập đồng nghiệp của anh là "dân phát xít". Bà dường như cho thấy dấu hiệu tiến bộ trong những tập sau, khi Reid nói rằng bà đã đi một chuyến thực địa có giám sát đến vườn quốc gia Grand Canyon mà không cảm thấy cần báo anh ấy. Tuy nhiên, bà không quên anh ấy, mà Reid sau đó nhận một bưu thiếp và một món quà từ bà.
- William LaMontagne Jr. (Josh Stewart; Các mùa 2–5, 7–9, 11–16) là chồng của đặc vụ Jennifer Jareau và cha của các con trai của Jennifer, Henry và Michael. Will và Jennifer gặp nhau khi cô phá án tại quê của anh. Vào đầu mùa 4, Will đã chuyển đến Virginia và là bố tại nhà cho Henry cho đến khi anh trở thành thám tử cho Sở Cảnh sát Thủ đô (Washington D.C.) được thấy trong tập cuối mùa 7 ("Run"). Cặp đôi đã thỏa thuận rằng trong một tình huống đe dọa mạng sống, họ sẽ làm mọi thứ để một trong họ có thể sống để chăm sóc Henry. Jennifer chấp nhận lời cầu hôn của anh và họ chính thức kết hôn; tuy nhiên, khi con trai của họ được sinh ra, họ trao nhẫn đính đá quý theo tháng sinh của Henry, thạch anh vàng. Anh được thấy ngắn gọn trong tập thứ 100 đang lấy thuốc cho Henry với Jennifer, cũng trong tập "The Slave of Duty" (mùa 5), theo Jennifer và đội tại lễ tang của Haley Hotchner. Trong tập cuối mùa 7, Will làm việc với JJ để chặn toán cướp nhà băng và rồi bị giữ làm con tin. Sau đó, họ đồng ý kết hôn và tham dự đám cưới ngạc nhiên do Rossi và Will tổ chức.
- Kevin Lynch (Nicholas Brendon; Các mùa 3–10) lần đầu xuất hiện trong tập "Penelope" (mùa 3), anh được yêu cầu tìm máy tính của Penelope Garcia để điều tra ai bắn cô ấy. Kevin gửi đội video trực tiếp báo động rằng unsub (đối tượng chưa biết) ở trong trụ sở BAU. Anh bị ấn tượng mãnh liệt bởi kỹ năng vi tính của Penelope, và cảm xúc đó tương hỗ. Ở cuối tập, Penelope được giới thiệu cho Kevin, và hai người nảy sinh tình cảm. Trong tập "I Love You, Tommy Brown" (mùa 7), Kevin cầu hôn Penelope, nhưng cô ấy từ chối, nói rằng "sự việc diễn ra quá nhanh", và cuối cùng cặp đôi chia tay.
- Mateo Cruz (Esai Morales; Các mùa 9–10) tiếp quản Erin Strauss đã mất làm trưởng bộ phận BAU mới trong mùa 9. Ông có quan hệ làm việc với JJ trong quá khứ. Tập "200" tiết lộ rằng hai người đã làm chung trong lực lượng đặc nhiệm ở Trung Đông. Ông là người duy nhất biết cô ấy có thai và sảy thai trong thời gian trong lực lượng. Trong cùng tập phim, họ bị bắt cóc bởi Tivon Askari (Faran Tahir), một kẻ phản bội trong lực lượng. Họ bị tra tấn thể xác và tâm lý để khai ra mã truy cập được đưa cho họ trong nhiệm vụ. Ông bị sốc khi phát hiện Michael Hastings (Tahmoh Penikett), một trong những người mà họ làm việc cùng trong lực lượng, là kẻ chủ mưu đằng sau kế hoạch và đe dọa hiếp dâm JJ để hắn có mã truy cập. Ông khai ra và sau đó bị Askari đâm, kẻ nhanh chóng bị Hotch giết. Cruz được đưa vào bệnh viện sau tai nạn và được tin là còn sống.[14] Vài tập sau, ông xuất hiện lại trong tập cuối mùa 9, "Angels" và "Demons", khi ông yêu cầu đội điều tra vụ án được bạn ông Peter Coleman đưa đến, cảnh sát trưởng của hạt Briscoe, Texas. Lúc đầu họ đi đến để điều tra một chuỗi án mạng liên quan đến gái mại dâm, nhưng khi họ điều tra, đội sớm biết rằng họ bị kẹt giữa một nhóm sĩ quan tham nhũng—trớ trêu thay sĩ quan duy nhất không liên quan là cảnh sát trưởng Coleman—và thấy mạng sống của họ gặp nguy. Sau cuộc đấu súng chết người với sĩ quan tham nhũng, bán ma túy Preacher Mills (Brett Cullen), kết quả là cảnh sát trưởng Coleman bị giết, Morgan bị thương, và Reid bị thương nguy kịch và được nhập viện. Buồn vì sự kiện này, Cruz đến Texas với Garcia để giúp đội điều tra và bắt được kẻ cầm đầu, sĩ quan Owen McGregor (Michael Trucco). Ông không được thấy lần nữa cho đến gần cuối mùa 10 (tập 19, "Beyond Borders") khi ông cần BAU giúp đội quốc tế của FBI, do Jack Garrett (Gary Sinise) dẫn đầu, để bắt một unsub đã bắt cóc một gia đình trong kỳ nghỉ ở Barbados. Vụ án đặc biệt nguy kịch vì đối tượng này trốn tránh được đội BAU trong nước và quốc tế bằng việc giết một gia đình ở Aruba, rồi ở Florida một năm sau. Tập phim là tập mở màn ngầm cho phim phụ sắp có, tựa đề Criminal Minds: Beyond Borders.[15][16] Ông không được gặp lại từ đó.
- Savannah Morgan (họ khai sinh Hayes) (Rochelle Aytes; Các mùa 9–11) là vợ của Derek Morgan. Cô làm bác sĩ ở bệnh viện đa khoa Bethesda. Savannah lần đầu xuất hiện trong mùa 9 tập "The Return", Morgan và Savannah được cho là đã bắt đầu hẹn hò trước mùa 9 và lần đầu gặp nhau sau khi cô tiếp cận anh ấy khi anh ấy chán nản vì một vụ án kết thúc xấu. Trước khi họ bắt đầu hẹn hò, họ từng là hàng xóm. Cô ấy được giới thiệu vào phim vì Shemar Moore, diễn viên đóng vai Morgan, yêu cầu nhân vật của anh có một đối tượng tình cảm.
- Joy Struthers (Amber Stevens; Các mùa 10–11, 14) là con gái từ cuộc hôn nhân thứ hai ngắn hạn với nhà ngoại giao Pháp Hayden Montgomery của Rossi. Khi họ ly hôn, Hayden không nói ông là cô ấy có thai, và Joy tưởng bố cô là chồng thứ hai của mẹ cô, người cuối cùng đã nói cho cô sự thật trước khi chết do ung thư. Trong tập "Fate" (mùa 10), Joy tìm Rossi và họ làm quen với nhau. Joy là một phóng viên và nhà văn tội ác thật và đã kết hôn. Cô có đứa con trai hai tuổi tên Kai.
- Kristy Simmons (Kelly Frye; Các mùa 13–15) là vợ của Matt Simmons, và mẹ của bốn (sau này là năm) đứa con.

## Sản xuất
Tháng 2 năm 2021, kế hoạch trở lại của bộ phim trong giai đoạn phát triển ban đầu tại Paramount+, với mùa thứ mười sáu gồm 10 tập chính thức được bật đèn xanh. Từ buổi hội thảo Television Critics Association mùa đông một năm sau, nó vẫn trong giai đoạn phát triển. Tháng 7 năm 2022, Paramount+ chính thức đặt đủ mùa phim trở lại. Dàn diễn viên chính của các mùa trước được trở lại, với sự vắng mặt của Daniel Henney và Matthew Gray Gubler, trong đó Matthew là đã theo phim từ tập đầu tiên. Mùa phim bắt đầu quay vào tháng 8 năm 2022. Tháng 1 năm 2023, Paramount+ đã gia hạn bộ phim cho mùa thứ mười bảy.

## Đón nhận
Mùa 1
Mùa đầu tiên của Criminal Minds nhận đánh giá trái chiều từ các nhà phê bình. Điểm Metacritic là 42 dựa trên 21 bài đánh giá, chỉ ra "các đánh giá trung bình".
Dorothy Rabinowitz nói, trong bài đánh giá của cô cho tờ The Wall Street Journal, "Từ bằng chứng của vài tập đầu tiên, Criminal Minds có thể là một cú hít, và xứng đáng" và dành lời khen cụ thể cho diễn xuất của Gubler và Patinkin. Ned Martel trên tờ The New York Times ít lạc quan hơn, nói rằng, "Vấn đề với "Criminal Minds" là nhiều điều khó hiểu của nó, áp dụng vào quá nhiều nhân vật." Nhà phê bình cảm thấy rằng "như kết quả, dàn diễn viên có vẻ như là một xe tải đồ chơi hư bị đổ, mà làm cho khán giả—và có lẽ cả những nhà sáng tạo—có thể chóng chán." Nhà phê bình tờ Chicago Tribune, Sid Smith, cảm thấy bộ phim "có thể đáng xem", mặc dù anh chỉ trích "cốt truyện và nhân vật khó hiểu". Viết trong trang PopMatters, Marco Lanzagorta chỉ trích bộ phim sau tập đầu, nói rằng "tư duy phản biện khó hiểu với khả năng siêu nhiên" và các nhân vật của nó được làm rập khuôn. Trên tờ Los Angeles Times, Mary McNamara cho đánh giá tương tự, và khen diễn xuất của Patinkin và Gubler.
Mùa 2
Gillian Flynn nói, trong đánh giá của cô cho tờ Entertainment Weekly, "Như mỗi bộ phim chính kịch gần đây, Minds có các loại thám tử mệt mỏi, làm việc quá sức. Nhưng ở đây họ cũng có vẻ chán chường, đau khổ, và không rảnh rỗi."
Ross Ruediger, có đánh giá tích cực hơn, trong đánh giá cho trang Bullz-Eye.com, anh nói, "Nhà sản xuất và biên kịch đáng nhận lời khen cho việc phát triển một chiến lược giữ bộ phim trên sóng mà không đơn giản hóa nó, và mùa thứ hai của "Criminal Minds" đặt một tiêu chuẩn cao hơn cho loại phim nhà đài này." Anh khen phim không lặp lại chủ đề của nó, và nhấn mạnh diễn xuất của Matthew Gray Gubler là điều nổi bật thông thường của phim. Anh cũng nhắc đến diễn xuất dàn diễn viên còn lại, nói rằng, "Không có diễn xuất kém trong đoàn BAU."
Mùa 3
Bruce Simmons nói, trong đánh giá cho Screen Rant, "Mùa trước, họ bắt đầu cho thấy hai vế của phương trình... Nó lấy đi niềm vui khỏi việc thắc mắc ai hoặc cái gì, nhưng họ bù đắp nó với sự tương tác và phát triển nhân vật tốt, và đã có nhiều trong mùa trước."
Cynthia Fuchs, trong đánh giá cho trang PopMatters, tập trung vào việc thêm David Rossi, do Joe Mantegna đóng, vào phim. Trong đánh giá của cô, cô nói, "[Criminal Minds] cần dấu hiệu nỗ lực, xây dựng nhân vật gan góc hơn là tốc ký "những đặc điểm" lấy từ phim khác (bao nhiêu lần bạn thấy nhà nghiên cứu kỳ quặc lôi cuốn hay thiên tài không có khả năng xã giao?) Đoán là Patinkin đã mệt với kịch bản cũ-tương tự. Tính nghiêm chỉnh truyền thống và tự lực của Rossi, tính liều lĩnh và ngờ vực mình của ông ấy, có thể ép bộ phim hay nhưng không có chiều sâu này thành một thứ mới mẻ, thậm chí thích đáng." Cô giải thích cô suy nghĩ về việc thêm nhân vật của ông vào có thể cải tổ công thức của Criminal Minds, cho nó một góc độ thú vị hơn. Cô đánh giá mùa này 6 trên 10 điểm.
Mùa 4
Todd R. Ramlow, trong đánh giá cho trang PopMatters, chỉ trích miêu tả về đạo Hồi của mùa bốn, nói rằng "thao túng các giả định về chủng tộc và tội lỗi không thành kiến" là mơ hồ, xếp họ theo nguyên tắc nếu ai đó nhìn giống khủng bố, thì họ là khủng bố. Ông chỉ trích mùa phim vì "liên kết đạo Hồi với cái được gọi là 'văn hóa của cái chết', đối nghịch với "văn hóa của sự sống" dường như được tán dương bởi tín đồ Cơ Đốc giáo phương Tây". Ông nói, "Đáng tiếc là thậm chí khi kiến trúc sư của "chiến tranh toàn cầu về khủng bố" đã thay đổi cách viết của họ và có lẽ suy đoán của họ nữa, Criminal Minds đi bước lùi với thuyết tuyệt đối." Ông đánh giá 4/10.
Will Harris, trong đánh giá cho trang Bullz-Eye.com, tập trung vào diễn xuất của các khách mời, viết về cơ hội đóng vai phản diện trong phim đem lại diễn xuất tốt nhất của họ. Ông nói, "Rõ ràng có gì đó về việc đóng vai người xấu trong "Criminal Minds" đem lại điều tốt nhất trong các khách mời của phim, như vài tập hay nhất của mùa nhờ có màn trình diễn một lần bởi những giương mặt quen thuộc đảm nhận thử thách đó. Luke Perry đóng vai một lãnh đạo giáo phái lừa đảo, Mitch Pileggi đóng vai một người "bình thường" hóa điên sau một bi kịch cá nhân và biến thành kẻ giết người, và Alex O'Loughlin là một sát nhân có đủ lương tâm để lại tin nhắn ở hiện trường cầu xin giúp đỡ."
Mùa 5
Anthony Ocasio, trong bài đánh giá cho Screen Rant, tập trung vào cốt truyện của Aaron Hotchner, đó là một trong những điểm chính của mùa phim. Ông khen tập "100", cũng là tập thứ 100 của phim, hay và nói, "Toàn bộ quan điểm về Hotcher không bao giờ có thể gặp lại con lần nữa khá là mãnh liệt. Tôi không thể tin họ đi theo hướng đó. Đó là điều mà tôi không mong đợi đến." Tuy nhiên, ông chỉ trích nặng tập cuối của mùa, ghi là nó nhạt từ đầu và có một cliffhanger chán. Ông nói, "Tập cuối mùa năm Criminal Minds thậm tệ. Ngay cả một khách mời tuyệt vời như Tim Curry cũng không thể cứu 'cliffhanger' mờ nhạt này."
Mùa 6
Darragh Mcmanus của tờ The Guardian, cho mùa phim một đánh giá tích cực, nói rằng Criminal Minds đã hay hơn qua mỗi mùa. Họ nói rằng mặc dù nó không đột phá hay mới, nó vẫn hoàn toàn giải trí. Họ nói, "Mùa sáu đã ổn định trên đường mòn, với hai tập xuất sắc theo sau tẩy sạch ký ức về Toothy Tim. JJ có một cốt truyện hồi hộp, gần như một vở kịch, trọng tâm vào loại tội phạm Leopold và Loeb, và một cái kết cảm động cho đặc vụ rời phim, trong tập "Remembrance Of Things Past" vừa qua kinh khủng, và đáng sợ hơn bình thường, với đội truy tìm một sát nhân bỏ nghỉ hưu – một cơn ác mộng còn lại từ quá khứ của Rossi."
Steve Marsi, trong đánh giá cho TV Fanatic, nói rằng mùa phim nói chung là hay, cho điểm 4 trên 5, nhưng chê vấn đề phân vai. Ông khen diễn xuất của A.J Cook như là "màn trình diễn để đời" và thất vọng việc rời phim của cô mùa đó. Ông nói, "Đáng tiếc là 'The Longest Night' đánh dấu đỉnh cao sự nghiệp cho Jennifer Jereau, một nhân vật đã trình diễn rất mạnh mẽ, chỉ để thấy cánh cửa ra đi vào tuần sau. Đây có phải là cách CBS cho cô ấy ra đi trong cao trào? Nếu đúng, nó có tác dụng trong theo một hướng. Cô ấy tuyệt vời. Nhưng nó là chúng ta bối rối hơn và buồn về sự ra đi của Cook."
Mùa 7
Renatta Selliti, trong đánh giá cho TV Fanatic, cho mùa phim đánh giá tích cực với 5 trên 5 điểm, và nói, "Điều làm hấp dẫn như khía cạnh phân tích tội phạm một cách cân bằng trong một phim như Criminal Minds là liên kết cá nhân giữa các nhân vật, và nhóm này làm cho nó hoàn hảo." Bà khen biên kịch của mùa và những ký ức đáng nhớ như là sự trở lại của Prentiss, phát biểu rằng nó tạo ra cảnh phim cảm xúc mà giữ sự thu hút người xem, nói rằng, "Những khoảnh khắc như thế là cái người xem truyền hình giờ vàng muốn có."
Anthony Ocasio, trong đánh giá cho Screen Rant, cũng có đánh giá tích cực. Ông nói rằng cốt truyện tập trung vào cái chết giả của Emily Prentiss, và hậu quả của nó, là một định dạng mới mà trong khi nó không phải là đại diện của một vụ án Criminal Minds ấn tượng, nó là sự thú vị từ vụ án thường lệ của tuần tiếp cận. Ông phát biểu rằng mỗi nhân vật có khoảnh khắc tỏa sáng, và biên kịch dẫn ra những khoảnh khắc nhân vật hấp dẫn. Cụ thể, ông khen màn trình diễn của Matthew Gray Gubler, đặc biệt trong cảnh họp chất vấn và nói, "Khoảnh khắc mà thượng nghị sĩ nói "Bình tĩnh, anh Reid," và Gubler đáp lại, "Tôi bình tĩnh - và tiến sĩ mới đúng," có thể là một trong những màn trình diễn tốt nhất của một câu thoại trong lịch sử của bộ phim." Cuối cùng, ông phát biểu mùa phim kết thúc tốt, và nói, "Tất nhiên họ sẽ ổn. Tất nhiên không ai trong sẽ bị đình chỉ luôn. Nhưng không có nghĩa là cách thức mà chúng ta đã đến giải pháp này không xứng đáng."
Mùa 8
Douglas Wolf, trong đánh giá cho TV Fanatic, cho bộ phim đánh giá tích cực với 5 trên 5 điểm. Ông tập trung cụ thể vào tập cuối hai phần, có Mark Hamill, nói, "Tập cuối hai phần Criminal Minds cho tôi rất hào hứng, xứng đáng điểm tuyệt đối và làm cho tôi sốc rớt hàm." Ông phát biểu rằng kết quả tích lũy được làm rất tốt, và nó khai phá nhiều lớp của các nhân vật. Ví dụ, ông nói rằng mô tả về mối quan hệ giữa Strauss và Rossi là đáng nhớ, nó bất ngờ. Ông nói, "Tôi không nhận ra chiều sâu của sự tận tụy của ông ấy cho Strauss, tôi cũng không biết rằng ông ấy đã cổ động trong góc khi bà ấy giành được huy hiệu một năm cai nghiện. Biên kịch quanh mối quan hệ của hai người hấp dẫn và chân thật - và sự đau đớn của ông ấy cho cái chết của bà ấy cũng vậy, và đặc biệt về cách nó ảnh hưởng các con bà ấy, nó thuyết phục."

## Phát sóng và điểm rating
Năm 2016, một nghiên cứu bởi The New York Times về 50 chương trình truyền hình có nhiều lượt thích trên Facebook nhất thấy rằng "như vài bộ phim về cảnh sát khác", Criminal Minds "thì phổ biến hơn ở vùng quê, cụ thể ở nửa phía đông nam đất nước. Nó đạt đỉnh phổ biến ở Alabama và vùng quê Tennessee và ít phổ biến nhất ở Santa Barbara, Calif."
| Mùa | Khung giờ (ET)   | Số tập | Phát sóng lần đầu   | Phát sóng lần đầu | Phát sóng lần cuối  | Phát sóng lần cuối | Mùa truyền hình | Xếp hạng lượt xem | Lượt xem TB (triệu) |
| Mùa | Khung giờ (ET)   | Số tập | Ngày                | Lượt xem (triệu)  | Ngày                | Lượt xem (triệu)   | Mùa truyền hình | Xếp hạng lượt xem | Lượt xem TB (triệu) |
| --- | ---------------- | ------ | ------------------- | ----------------- | ------------------- | ------------------ | --------------- | ----------------- | ------------------- |
| 1   | Thứ Tư 9:00 tối  | 22     | 22 tháng 9 năm 2005 | 19,57             | 10 tháng 5 năm 2006 | 12,67              | 2005–06         | 28                | 12,63               |
| 2   | Thứ Tư 9:00 tối  | 23     | 20 tháng 9 năm 2006 | 15,65             | 16 tháng 5 năm 2007 | 13,21              | 2006–07         | 24                | 14,05               |
| 3   | Thứ Tư 9:00 tối  | 20     | 26 tháng 9 năm 2007 | 12,66             | 21 tháng 5 năm 2008 | 13,15              | 2007–08         | 24                | 12,78               |
| 4   | Thứ Tư 9:00 tối  | 26     | 24 tháng 9 năm 2008 | 17,01             | 20 tháng 5 năm 2009 | 13,99              | 2008–09         | 11                | 14,95               |
| 5   | Thứ Tư 9:00 tối  | 23     | 23 tháng 9 năm 2009 | 15,85             | 26 tháng 5 năm 2010 | 12,97              | 2009–10         | 16                | 13,70               |
| 6   | Thứ Tư 9:00 tối  | 24     | 22 tháng 9 năm 2010 | 14,13             | 18 tháng 5 năm 2011 | 12,84              | 2010–11         | 10                | 14,11               |
| 7   | Thứ Tư 9:00 tối  | 24     | 21 tháng 9 năm 2011 | 14,14             | 16 tháng 5 năm 2012 | 13,68              | 2011–12         | 15                | 13,20               |
| 8   | Thứ Tư 9:00 tối  | 24     | 26 tháng 9 năm 2012 | 11,73             | 22 tháng 5 năm 2013 | 11,01              | 2012–13         | 20                | 12,15               |
| 9   | Thứ Tư 9:00 tối  | 24     | 25 tháng 9 năm 2013 | 11,27             | 14 tháng 5 năm 2014 | 12,03              | 2013–14         | 12                | 12,66               |
| 10  | Thứ Tư 9:00 tối  | 23     | 1 tháng 10 năm 2014 | 11,74             | 6 tháng 5 năm 2015  | 9,61               | 2014–15         | 11                | 14,11               |
| 11  | Thứ Tư 9:00 tối  | 22     | 30 tháng 9 năm 2015 | 10,08             | 4 tháng 5 năm 2016  | 8,84               | 2015–16         | 16                | 12,20               |
| 12  | Thứ Tư 9:00 tối  | 22     | 28 tháng 9 năm 2016 | 8,92              | 10 tháng 5 năm 2017 | 8,12               | 2016–17         | 20                | 10,86               |
| 13  | Thứ Tư 10:00 tối | 22     | 27 tháng 9 năm 2017 | 7,00              | 18 tháng 4 năm 2018 | 5,39               | 2017–18         | 29                | 9,58                |
| 14  | Thứ Tư 10:00 tối | 15     | 3 tháng 10 năm 2018 | 4,45              | 6 tháng 2 năm 2019  | 4,72               | 2018–19         | 41                | 8,22                |
| 15  | Thứ Tư 9:00 tối  | 10     | 8 tháng 1 năm 2020  | 4,82              | 19 tháng 2 năm 2020 | 5,36               | 2019–20         | 34                | 8,01                |

- Ghi chú: Tập phim đầu tiên của phim được phát sóng ngoài ngày giờ phát sóng thông thường vào Thứ Năm 10:00 tối

Bộ phim được cung cấp cho A&E Network và Ion Television, cũng như trên We TV và Sundance TV. Các mùa đầu tiên của phim cũng đã bắt đầu phát sóng trên đài HITS TV của Rewind Networks ở Đông Nam Á, Hồng Kông, và Đài Loan.
Tất cả các tập phim có trên trang Paramount+ tại Hoa Kỳ và trên Disney+ tại Canada. Bộ phim, mà ABC Studios đồng sản xuất cũng được phân phối toàn cầu, có sẵn trên trang nội dung Star của Disney+ ở một số lãnh thổ được chọn.

## Thương hiệu

### Criminal Minds: Suspect Behavior
Tập phim mùa 5, "The Fight", đã giới thiệu một đội BAU thứ hai và khởi động một bộ phim gọi là Criminal Minds: Suspect Behavior. Phần phụ được phát sóng ra mắt ngày 16 tháng 2 năm 2011, trên đài CBS nhưng bị hủy sau mùa phim dài 13 tập do rating thấp. Vào ngày 6 tháng 9 năm 2011, CBS DVD phát hành The Complete Series bộ 4 đĩa. Nó được đóng gói dạng "The DVD Edition".
Dàn diễn viên có Forest Whitaker là đội trưởng Sam Cooper; bao gồm Janeane Garofalo, Michael Kelly, Beau Garrett, Matt Ryan, Richard Schiff, và Kirsten Vangsness, người diễn lại vai Penelope Garcia từ phim gốc.

### Criminal Minds: Beyond Borders
Một bộ phim mới được đề xuất trong thương hiệu Criminal Minds được đặt tên là Criminal Minds: Beyond Borders được thông báo trong tháng 1 năm 2015. Cựu ngôi sao CSI: NY Gary Sinise (cũng là nhà sản xuất trong phim) và Anna Gunn được chọn cho các vai chính là Jack Garrett và Lily Lambert, mà sau này rời đi sau tập mở màn bí mật. Tyler James Williams được tuyển vào vai Russ "Monty" Montgomery và Daniel Henney là Matt Simmons, với Alana de la Garza là Clara Seger và Annie Funke là Mae Jarvis làm nhân vật chính.
Phim nói về các đặc vụ FBI của Đội Phản ứng Quốc tế (IRT) giúp các công dân Mỹ gặp rắc rối ở nước ngoài. CBS lên sóng tập mở màn ngầm vào ngày 8 tháng 4 năm 2015, trong khung giờ Criminal Minds, với một tập crossover tựa đề "Beyond Borders". Phim mở màn lần thứ hai vào ngày 16 tháng 3 năm 2016, trên đài CBS. Ngày 16 tháng 5 năm 2016, CBS gia hạn mùa hai của phim. Ngày 14 tháng 5 năm 2017, CBS đã hủy phim sau hai mùa do rating thấp.

### The Real Criminal Minds
Một bộ phim tài liệu dài tập về tội phạm có thật, tựa đề The Real Criminal Minds được Paramount+ đặt làm. Bộ phim sẽ có một cựu chuyên gia phân tích FBI thật và khám nghiệm các vụ án thật và hành vi thật, có các đoạn phim minh họa từ bộ Criminal Minds giả tưởng.

### Criminal Minds Hàn Quốc
Năm 2017, tvN phát hành Criminal Minds phiên bản Hàn Quốc. Các tập phim dựa trên bản gốc Mỹ sau mùa ba. Dàn diễn viên có Lee Joon-gi là Kim Hyun-joon (Derek Morgan), Moon Chae Won là Ha Sun-woo (Emily Prentiss), Son Hyun-joo là Kang Ki-hyung (Aaron Hotchner), Yoo Sun là Nana Hwang (Penelope Garcia), Lee Sun-bin là Yoo Min-young (Jennifer Jareau), và Go Yoon là Lee Han (Spencer Reid).
Các tập phim dài 1 tiếng.

### Video game
CBS đã thông báo vào tháng 10 năm 2009 rằng Legacy Interactive sẽ phát triển một video game dựa trên phim. Game sẽ yêu cầu người chơi khám nghiệm hiện trường tìm manh mối để giúp phá các bí ẩn án mạng. Game giải đố tương tác được phát hành năm 2012, nhưng dàn diễn viên bộ phim không tham gia vào dự án nên nó không có lồng tiếng của họ. Game thứ hai, được Tilting Point phát triển, được phát hành vào ngày 20 tháng 11 năm 2018, cho Android và iOS devices.

## Các giải thưởng và đề cử
| Năm  | Giải thưởng                            | Thể loại                                                                    | (Các) đề cử                                                 | Kết quả   |
| ---- | -------------------------------------- | --------------------------------------------------------------------------- | ----------------------------------------------------------- | --------- |
| 2006 | People's Choice Awards                 | Phim truyền hình mới được yêu thích                                         | Criminal Minds                                              | Đề cử     |
| 2006 | Hollywood Post Alliance                | Hiệu chỉnh xuất sắc – Mảng truyền hình                                      | Jimmy Giritlian                                             | Đề cử     |
| 2006 | ASCAP Film and Television Music Awards | Phim truyền hình hàng đầu                                                   | Marc Fantini, Steffan Fantini, Scott Gordon                 | Đoạt giải |
| 2007 | ASCAP Film and Television Music Awards | Phim truyền hình hàng đầu                                                   | Marc Fantini, Steffan Fantini, Scott Gordon                 | Đoạt giải |
| 2008 | Motion Picture Sound Editors           | Hiệu chỉnh âm thành xuất sắc – Âm nhạc cho chương trình truyền hình ngắn    | Lisa A. Arpino Cho tập "True Night"                         | Đề cử     |
| 2008 | BMI Film & TV Awards                   | BMI TV Music Award                                                          | Mark Mancina                                                | Đoạt giải |
| 2008 | Primetime Emmy Awards                  | Đóng thế xuất sắc                                                           | Tom Elliott Cho tập "Tabula Rasa"                           | Đề cử     |
| 2009 | BMI Film & TV Awards                   | BMI TV Music Award                                                          | Mark Mancina                                                | Đoạt giải |
| 2009 | Primetime Emmy Awards                  | Đóng thế xuất sắc                                                           | Tom Elliott Cho tập "Normal"                                | Đề cử     |
| 2010 | Hollywood Music In Media Awards (HMMA) | Nhạc trong phim truyền hình xuất sắc                                        | Marc Fantini, Steffan Fantini, Scott Gordon                 | Đoạt giải |
| 2010 | ASCAP Film and Television Music Awards | Phim truyền hình hàng đầu                                                   | Steffan Fantini                                             | Đoạt giải |
| 2011 | People's Choice Awards                 | Phim truyền hình tội phạm được yêu thích                                    | Criminal Minds                                              | Đề cử     |
| 2011 | Image Awards                           | Biên kịch phim chính kịch xuất sắc                                          | Janine Sherman Barrois Cho tập "Remembrance of Things Past" | Đề cử     |
| 2011 | ASCAP Film and Television Music Awards | Phim truyền hình hàng đầu                                                   | Steffan Fantini                                             | Đoạt giải |
| 2012 | People's Choice Awards                 | Phim truyền hình tội phạm được yêu thích                                    | Criminal Minds                                              | Đề cử     |
| 2012 | Image Awards                           | Biên kịch phim chính kịch xuất sắc                                          | Janine Sherman Barrois Cho tập "The Bittersweet Science"    | Đề cử     |
| 2012 | ASCAP Film and Television Music Awards | Phim truyền hình hàng đầu                                                   | Steffan Fantini                                             | Đoạt giải |
| 2012 | Primetime Emmy Awards                  | Đóng thế xuất sắc                                                           | Tom Elliott Cho tập "The Bittersweet Science"               | Đề cử     |
| 2013 | People's Choice Awards                 | Phim truyền hình tội phạm được yêu thích                                    | Criminal Minds                                              | Đề cử     |
| 2013 | MovieGuide Awards                      | Faith and Freedom Award                                                     | Criminal Minds Cho tập "The Fallen"                         | Đề cử     |
| 2013 | Image Awards                           | Biên kịch phim chính kịch xuất sắc                                          | Janine Sherman Barrois Cho tập "The Pact"                   | Đề cử     |
| 2013 | BMI Film & TV Awards                   | BMI TV Music Award                                                          | Mark Mancina                                                | Đoạt giải |
| 2013 | ASCAP Film and Television Music Awards | Phim truyền hình hàng đầu                                                   | Marc Fantini, Steffan Fantini, Scott Gordon                 | Đoạt giải |
| 2014 | People's Choice Awards                 | Phim truyền hình tội phạm được yêu thích                                    | Criminal Minds                                              | Đề cử     |
| 2014 | Image Awards                           | Biên kịch phim chính kịch xuất sắc                                          | Janine Sherman Barrois Cho tập "Strange Fruit"              | Đoạt giải |
| 2014 | Image Awards                           | Nam diễn viên trong phim truyền hình xuất sắc                               | Shemar Moore                                                | Đề cử     |
| 2014 | Image Awards                           | Đạo diễn phim truyền hình xuất sắc                                          | Rob Hardy Cho tập "Carbon Copy"                             | Đề cử     |
| 2015 | People's Choice Awards                 | Phim truyền hình tội phạm được yêu thích                                    | Criminal Minds                                              | Đề cử     |
| 2015 | People's Choice Awards                 | Diễn viên phim truyền hình tội phạm được yêu thích                          | Shemar Moore                                                | Đề cử     |
| 2015 | Prism Awards                           | Tập phim chính kịch – Sức khỏe tâm thần                                     | Criminal Minds Cho tập "The Edge of Winter"                 | Đề cử     |
| 2015 | Monte-Carlo TV Festival                | International TV Audience Award – Phim truyền hình chính kịch xuất sắc nhất | Touchstone Television, The Mark Gordon Company              | Đề cử     |
| 2015 | Image Awards                           | Nam diễn viên trong phim truyền hình xuất sắc                               | Shemar Moore                                                | Đoạt giải |
| 2015 | Image Awards                           | Đạo diễn phim truyền hình xuất sắc                                          | Hanelle Culpepper Cho tập "The Edge of Winter"              | Đề cử     |
| 2016 | People's Choice Awards                 | Phim truyền hình chính kịch được yêu thích                                  | Criminal Minds                                              | Đề cử     |
| 2016 | People's Choice Awards                 | Diễn viên phim truyền hình tội phạm được yêu thích                          | Shemar Moore                                                | Đề cử     |
| 2017 | People's Choice Awards                 | Phim truyền hình tội phạm được yêu thích                                    | Criminal Minds                                              | Đoạt giải |